# Karl Moritz Rapp

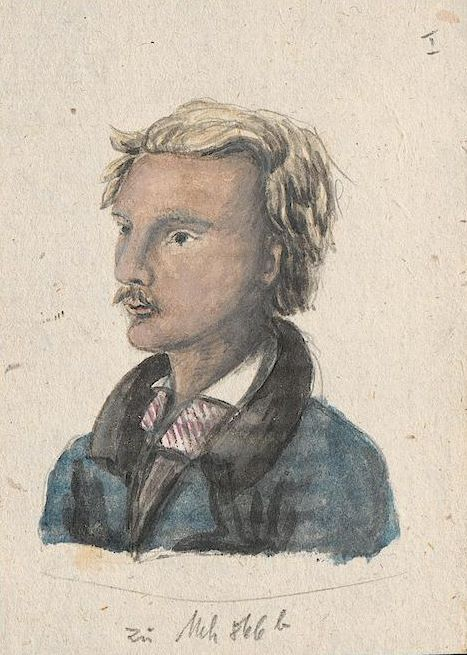
Karl Moritz Rapp, 1822–1825

Karl Moritz Rapp (* 23. Dezember 1803 in Stuttgart; † 7. April 1883 ebenda) war ein deutscher Schriftsteller, Sprachwissenschaftler, Übersetzer, Germanist, Anglist, Romanist und Lusitanist.

## Leben und Werk
Rapp studierte in Tübingen und promovierte 1827 mit der Arbeit Versuch einer naturwissenschaftlichen Beleuchtung des Verhältnisses zwischen antiker Prosodie und dem modernen Sprachaccent (Stuttgart 1827). Nach ausgedehnten Reisen war er ab 1832 Privatdozent an der Eberhard Karls Universität Tübingen, wo er Adelbert von Keller zum Schüler hatte. 1837 erkrankte er und konnte erst 1844 seine Lehrtätigkeit wieder aufnehmen. Von 1852 bis 1880 lehrte er als außerordentlicher Professor für moderne Philologie und für romanische und slawische Sprachen (den Titel ohne die Bezüge trug er seit 1846).
Er schrieb Theaterstücke und übersetzte aus dem Lateinischen (Plautus), Englischen (Shakespeare), Spanischen und Portugiesischen, letzteres auch in schwäbische Mundart.

## Werke

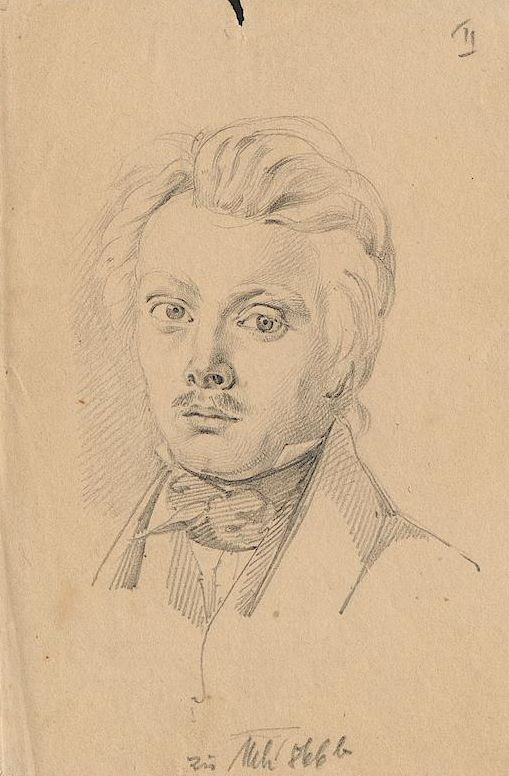
Karl Moritz Rapp, 1822–1825

- Versuch einer naturwissenschaftlichen Beleuchtung des Verhältnisses zwischen antiker Prosodie und dem modernen Sprachaccent, Stuttgart 1827 (Dissertation)
- Abrégé de la grammaire allemande, Genf 1829
- Versuch einer Physiologie der Sprache nebst historischer Entwicklung der abendländischen Idiome nach physiologischen Grundsätzen, 4 Bde., Stuttgart 1836–41
  - 1. Die vergleichende Grammatik als Naturlehre dargestellt
  - 2. Die Sprachen des Mittelalters physiologisch entwickelt
  - 3. Die lebenden Sprachen griechisch-römisch-gotischer Zunge physiologisch dargestellt
  - 4. Supplemente zu Dr. K. M. Rapp's Physiologie der Sprache
- Vergleichende Grammatik
  - Grundriß der Grammatik des indisch-europäischen Sprachstammes, 2 Bde., Stuttgart 1852–1855
    - 1. Vergleichende Grammatik
    - 2. Wurzelbüchlein. Die weitest verbreiteten Sprachwurzeln des indisch-europäischen Stammes

  - Vergleichende Grammatik. Dritte, morphologische Abtheilung. Verbal-Organismus. – Der Verbal-Organismus der indisch-europäischen Sprachen, 3 Bde., Stuttgart 1858–1859
- Das goldene Alter der deutschen Poesie, 2 Bde., Tübingen 1861
  - 1. Von Klopstock bis Göthe
  - 2. Schiller, Hebel und Jean Paul

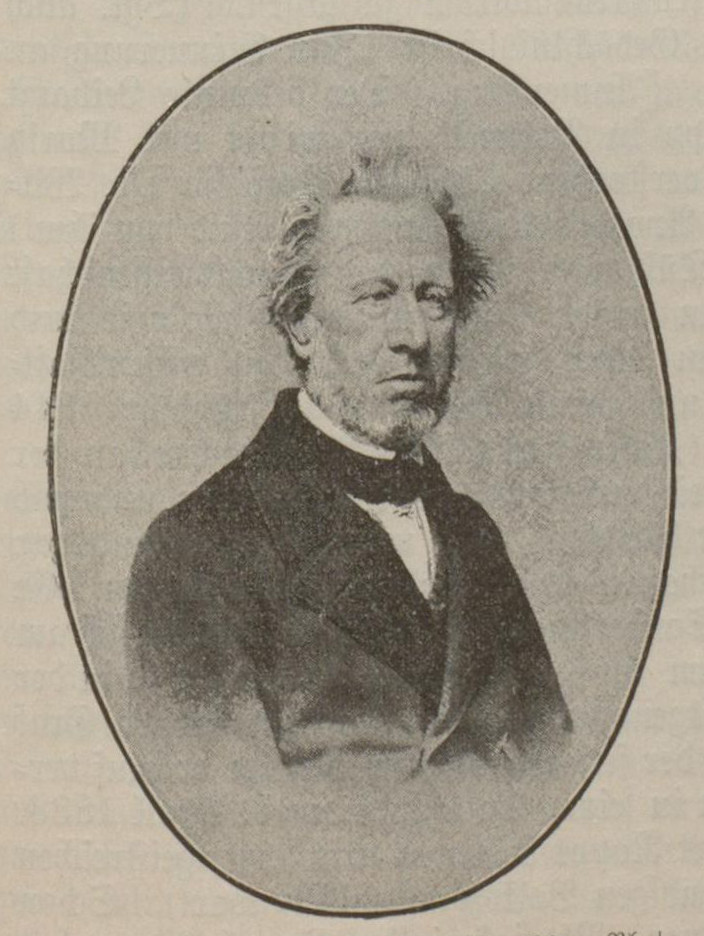
Karl Moritz Rapp

- Karl Moritz RappGeschichte des griechischen Schauspiels vom Standpunkt der dramatischen Kunst, Tübingen 1862
- Studien über das englische Theater, Tübingen 1862
- Spanisches Theater. Hildburghausen 1868